# Komorów (zbiornik powyrobiskowy)
Komorów – zbiornik wodny znajdujący się w miejscowości Komorów w województwie małopolskim, powstały w wyniku zatopienia wyrobisk żwirowni.

## Położenie
Zbiornik usytuowany jest w miejscowości Komorów w gminie Wierzchosławice, wzdłuż brzegu rzeki Dunajec.

## Charakterystyka
Komorów jest zbiornikiem pożwirowym o powierzchni lustra wody wynoszącej 89,9 ha, powstałym w wyniku zakończenia wydobycia żwiru w latach 60. XX wieku. Składa się z 3 połączonych ze sobą stawów, których głębokość sięga 5 metrów. Linia brzegowa zbiornika jest urozmaicona, składa się z wielu zatok, wysp oraz cypli. Brzegi obrośnięte są krzewami oraz drzewami. Nazwa zbiornika pochodzi od miejscowości, w której się znajduje.
Zbiornik Komorów użytkowany jest przez tarnowski okręg Polskiego Związku Wędkarskiego. W akwenie występują różne gatunki ryb; dominującymi są: amur, karaś, karp, leszcz, lin, płoć, sum, szczupak oraz węgorz.